# (14330) 1981 EG21
1981 إي جي 21 (ويعرف أيضًا باسم (14330) 1981 إي جي 21 وفق تسمية الكوكب الصغير) (بالإنجليزية: 1981 EG21)‏ هو كويكب ضمن حزام الكويكبات؛ وترتيبه 14330 من حيث الاكتشاف.
اكتُشف هذا الجُرم الفلكي بواسطة شيلت جون بوبي في 2 مارس 1981.

## وصلات خارجية
- (14330) 1981 EG21 في قاعدة بيانات مختبر الدفع النفاث لأجرام النظام الشمسي الصغيرة

- الاكتشاف · مخطط المدار ·  العناصر المدارية · المعلمات المادية

- (14330) 1981 EG21 على موقع ويكي سكاي: DSS2, SDSS, GALEX, IRAS, Hydrogen α, X-Ray, Astrophoto, Sky Map, Articles and images